# Alopecosa kronebergi
Alopecosa kronebergi là một loài nhện trong họ Lycosidae.
Loài này thuộc chi Alopecosa. Alopecosa kronebergi được Andreeva miêu tả năm 1976.